# Harry Haslam (hokej na travi)
Harry Eustace Haslam (Aston, Warwickshire, Engleska, 7. veljače 1883. — 7. veljače 1955.) je bio je engleski hokejaš na travi. Osvojio je zlatno odličje na hokejaškom turniru na Olimpijskim igrama 1920. u Antwerpenu (Anversu) igrajući za Ujedinjeno Kraljevstvo.

## Vanjske poveznice
- Profil na Database Olympics
- Profil na Sports Reference.com[neaktivna poveznica]